# Fermin Muguruza Dub Manifest
La Fermin Muguruza Dub Manifest fue la banda de acompañamiento que tocó con el músico vasco Fermin Muguruza durante las giras que realizó entre 1999 y 2001. Para grabar su primer álbum en solitario (Brigadistak Sound System), Fermin recorrió medio mundo colaborando con diferentes bandas y músicos para cada uno de los temas del disco. Grabó canciones en Italia, Estados Unidos o Cuba.
Para presentar el álbum en directo, Fermin reunió a varios de los músicos que le habían acompañado en las sesiones de grabación de Brigadistak. Así, formó una banda internacional con la que giró por medio mundo y con la que grabó su segundo álbum en solitario: FM99.00 Dub Manifest.
Cuando terminó la gira de 2001, Fermin decidió disolver la banda, debido en parte a los diferentes compromisos que cada uno de los músicos tenía en proyecto.

## Miembros
- Sorkun: coros
- Mikel Abrego: batería
- Oskar Benas: guitarra.
- Hugues Schecroun: teclados.
- Brice Toutoukpo: bajo.
- Stefano Cecchi: trompeta.
- Francesco «Sandokan» Antonozzi: trombón.

## Discografía
- FM 99.00 Dub Manifest (Esan Ozenki, 2000)

- Datos: Q5858953